# 第65次FIFA総会
『第65次FIFA総会』（だい65じふぃふぁそうかい）は、2015年5月28日から29日にかけチューリヒのハレンシュタディオンで行われた国際サッカー連盟の総会。

## FIFA理事の逮捕
総会の前に、様々な汚職容疑に直面し、FIFAに関連した何人かの理事がチューリヒで逮捕され、アメリカに引き渡されると見られていた。

## 2015年の会長選挙
FIFA会長の資格をもっている、2人の立候補者である、ゼップ・ブラッターとアリ王子が必要な指名を受け取った。フランス人であるジェローム・シャンパーニュも立候補を宣言したものの、2015年2月に必要だった5つのサッカー協会の推薦を受けることができなかった。 また、ルイス・フィーゴとマイケル・ファンプラークの2人はは会長選挙の前に選挙戦から撤退した。 アジアサッカー連盟は、この会長選挙を延期することについては、どのような動きでも反対した上で、ブラッター会長の為のサポートを繰り返し表明した
。
第1ラウンドは133票を受け取っているブラッターとアリ・フセインの73票といずれも当選に必要な3分の2の過半数を取ることができなかった。FIFA規則では、第2ラウンドでは2人の候補者が、過半数をとったほうが当選することになっていたが、その第2ラウンドの前に、アリ・フセインが、撤退したため、現職のブラッター会長が勝利した。

### 投票結果
| 第65次FIFA総会 2015年5月29日 – スイス・チューリヒ |           |           |
| 候補者                                            | ラウンド1 | ラウンド2 |
| ゼップ・ブラッター                                | 133       | 勝者      |
| アリ・ビン・フセイン                              | 73        | 撤退      |

### ブラッター辞任
2015年6月2日にチューリヒにあるFIFAの本部にて、突如ブラッター会長が辞意を表明し、FIFAの総会が行われ、後継者が選ばれるまで、会長の座にとどまると発表した。再選から4日後の出来事だった。総会は2015年12月から2016年3月の間に開催されることになっている。 
その後、2015年7月20日にFIFAの理事会が行われ、この場で総会の日程が決定され、2016年2月26日に臨時総会が行われることになった。

## イスラエルとパレスチナの衝突
総会のその前の提案は、イスラエルサッカー協会をFIFAに処分させるパレスチナサッカー協会による動議だった。パレスチナサッカー協会は、ガザ地区とヨルダン川の西岸地区の選手の動きを妨げたことを理由にイスラエル側を告発した。総会の間に、PFA会長であるジブリールは、彼の協会が、要求を落としていると発言し、そのうえで2つの協会の代表は、解決策に合意した。

## デビット・ギル辞任の危機
FA副会長とUEFA理事会の役員を兼務しているデビット・ギルは、セップ・ブラッターがFIFA会長として再選されたことを受け、、汚職スキャンダルによって、身を引かなければ新しく選任されたFIFA副会長とFIFA理事会のメンバーを辞任すると表明した。ブラッターが5回目の再選を勝ち取った時に、ギルは直ちにブラッターに対する抗議のため、自身の役職を就くのを拒絶した。
ギル氏は「ブラッターがポストにとどまっている間、私は単に、どのように変化が世界のサッカーのためにあるであろうかをわかりません」と述べた。しかし、2015年6月2日に、FIFAの会長選挙の4日後、ブラッターが辞任を発表し、ジルが、彼の役職について「再考すること」を表明した。

## 爆弾騒ぎ
スイスの警察は、総会が行われていた2日目の、11時（現地時間）に爆弾騒ぎは起こった。部屋が確認される間、人々は建物の中から締め出された。ジェローム・シャンパーニュ書記長によって発表された声明によれば、「爆弾騒ぎと受け取られて、念のため、スイス当局が敷地を捜索しました」とした上で「異常はないということで、総会を続行する」としている。